# Dan Lacksman
Dan Lacksman (Werl, 19 de mayo de 1950) es un compositor belga e ingeniero de audio, artista y miembro de Telex, director de numerosos álbumes acústicos de pop y jazz.
Lanzó su último álbum Electric Dreams el 17 de mayo de 2013.

## Biografía
Comenzó a aprender música y piano cuando tenía 12 años. Un año después, recibió una grabadora y una guitarra para Navidad, y formó una banda con amigos de la escuela. Tocaban canciones de The Shadows y algunas de las primeras composiciones.
Luego descubrió la música de The Beatles con su gran éxito She Loves You, y comenzó a componer más intensamente, grabando canciones de demostración en el comedor de sus padres, que gradualmente se convirtió en su primer estudio casero, con la compra de una segunda grabadora y más instrumentos como un kit de batería y un Fender Jazz Bass de segunda mano.
En esos días compuso la música de una canción que más tarde se convertiría en Laat me nu toch niet alleen, realizada con éxito por el artista belga Johan Verminnen, y más recientemente por el grupo Clouseau.
En 1968, después de la secundaria, decidió convertirse en ingeniero de grabación profesional. Después de unos meses en una escuela especializada, frustrado por la lentitud de los estudios y la falta de práctica, buscó algo más «en el campo», y tuvo la suerte de encontrar un trabajo como operador de cinta en Studio Madeleine, en Bruselas. Trabajar todos los días en un estudio de «éxitos» con algunos de los mejores ingenieros y músicos de Bélgica fue un sueño hecho realidad para Dan.
Pronto quedó cautivado por los sintetizadores, y gracias a su familia, compró su primer (el primero en Bélgica) en 1970. Era un EMS VCS 3, y Lacksman todavía lo posee: es parte de su colección de sintetizadores analógicos antiguos.
Como compositor y artista, tuvo varios éxitos internacionales en los años setenta, y trabajó como especialista en sintetizadores en estudios belgas y europeos para muchos artistas famosos como Patrick Hernández (más de 25 millones de discos vendidos con Born to Be Alive), Plastic Bertrand y Thijs Van Leer, de la banda holandesa Focus.
Lacksman grabó un álbum y varios singles bajo su nombre, y también varios álbumes instrumentales de música electrónica, utilizando principalmente un gran sistema modular Moog, bajo el nombre de The Electronic System.
En 1978, fundó el entonces grupo vanguardista electrónico Telex junto con Marc Moulin y Michel Moers. Tuvieron algunos éxitos internacionales como Moskow Diskow, Spike Jones y Peanuts.
En 1979, coprodujo con el primer álbum de Marc Moulin Lio y su primer sencillo multimillonario, Le Banana Split.
En 1980, fundó el estudio Synsound I en Bruselas, y trabajó allí con muchos artistas belgas e internacionales como Sparks, Alain Chamfort, Étienne Daho, y Haruomi Hosono de Yellow Magic Orchestra. En 1983, grabó el segundo álbum de Thomas Dolby, The Flat Earth.
En 1990, coprodujo con Sacha Chaty y diseñó dos álbumes de la vocalista francesa, Sara Mandiano, que incluyeron su mayor éxito J'ai des doutes. También coprodujo y diseñó para el sello alemán Metronome, los álbumes de Camouflage Methods of Silence y Bodega Bohemia.
En marzo de 1995, abrió el segundo estudio Synsound en una antigua cervecería cerca de su casa. La acústica del nuevo estudio fue diseñada por el famoso diseñador Andy Munro (más de 200 diseños de estudio, incluidos los estudios de George Martin Air Studios en Londres).
Allí colaboró con artistas como Will Tura, Maurane, K's Choice, Clouseau, Ozark Henry, Arno, Marie Daulne (Zap Mama), Youssou N'Dour, Alain Chamfort, Benabar, Eros Ramazzotti, Hooverphonic, David Bowie o Viktor Lazlo entre otros
En 1993 Lacksman produjo el primer álbum de Deep Forest que se convirtió en un gran éxito en todo el mundo. En 1996, produjo el primer álbum de Ozark Henry, I'm Seeking Something That Has Already Found Me.
Durante todos esos años, Lacksman ha grabado, mezclado y producido álbumes en todos los géneros, incluyendo jazz, clásico, pop, rock, dance y, por supuesto, música electrónica, una de sus primeras pasiones. Combinó el gran Moog IIIP modular y más sintetizadores analógicos clásicos con algunos de los mejores sintetizadores de complementos virtuales para formar un potente estudio de música electrónica.